# Valor de rendimiento
El Valor de Rendimiento de una empresa es igual al valor actualizado de todos los beneficios esperados. Es el valor que tiene la empresa en funcionamiento. Por tanto, será función del beneficio medio anual esperado, del número de años que la empresa permanezca en funcionamiento y del tipo de actualización o descuento.
Este concepto es fundamental para calcular el Fondo de comercio.
- Datos: Q6159344